# Vagabond (skomärke)
Vagabond Shoemakers, även känt som Vagabond, är ett svenskt modevarumärke som utvecklar och säljer skor, väskor, kläder och accessoarer. 

## Historia
Företaget grundades i början av 1970-talet, men omstrukturerades under 1990-talet efter ett ägarbyte, vilket lade grunden till den verksamhet som företaget bedriver i dag. Vagabond har sitt huvudkontor i Varberg, Sverige, och är verksamt på ett flertal internationella marknader. Årligen produceras cirka en miljon par skor och accessoarer. 

### Grundare
Företaget grundades av Mats Nilsson och Marie Nilsson Peterzén. Båda är fortfarande aktiva i företaget varav Mats Nilsson innehar rollen som verkställande direktör.

### Kollektioner och kampanjer
Kollektionerna omfattar produkter för både dam och herr. Genom åren har sortimentet breddats, och marknadsföringskampanjer har genomförts med bland andra Elsa Hosk och Frida Gustavsson.

## Verksamhet

### Organisation
År 2024 hade företaget 186 anställda och en omsättning på 806 miljoner kronor.

### Ägarstruktur
Den 31 december 2023 överläts hela företaget av grundarna till den nybildade stiftelsen Vagabond Shoemakers Foundation som en gåva. Enligt stiftelsens stadgar ska avkastningen användas till forskning, utbildning och stöd till behövande. Under 2025 planeras de första donationerna att genomföras, med ett totalt belopp om 1,4 miljoner euro.

## Lokalisering och marknader
Huvudkontoret är beläget i Varberg, Sverige. Byggnaden är ritad av Wingårdh arkitektkontor och är utformad med inspiration från företagets skokartonger.

### Design och produktion
I anslutning till huvudkontoret i Varberg finns en designstudio och prototypverkstad där nya modeller utvecklas. Produktionen sker i egen regi, med huvuddelen av tillverkningen lokaliserad till fabriker i Vietnam.

### Marknader
Företagets produkter säljs på över 45 marknader internationellt. Egna butiker, under namnet Vagabond Store, finns bland annat i Stockholm, Göteborg, Berlin, Budapest, Helsingfors och Köpenhamn. Produkterna säljs även via e-handel.

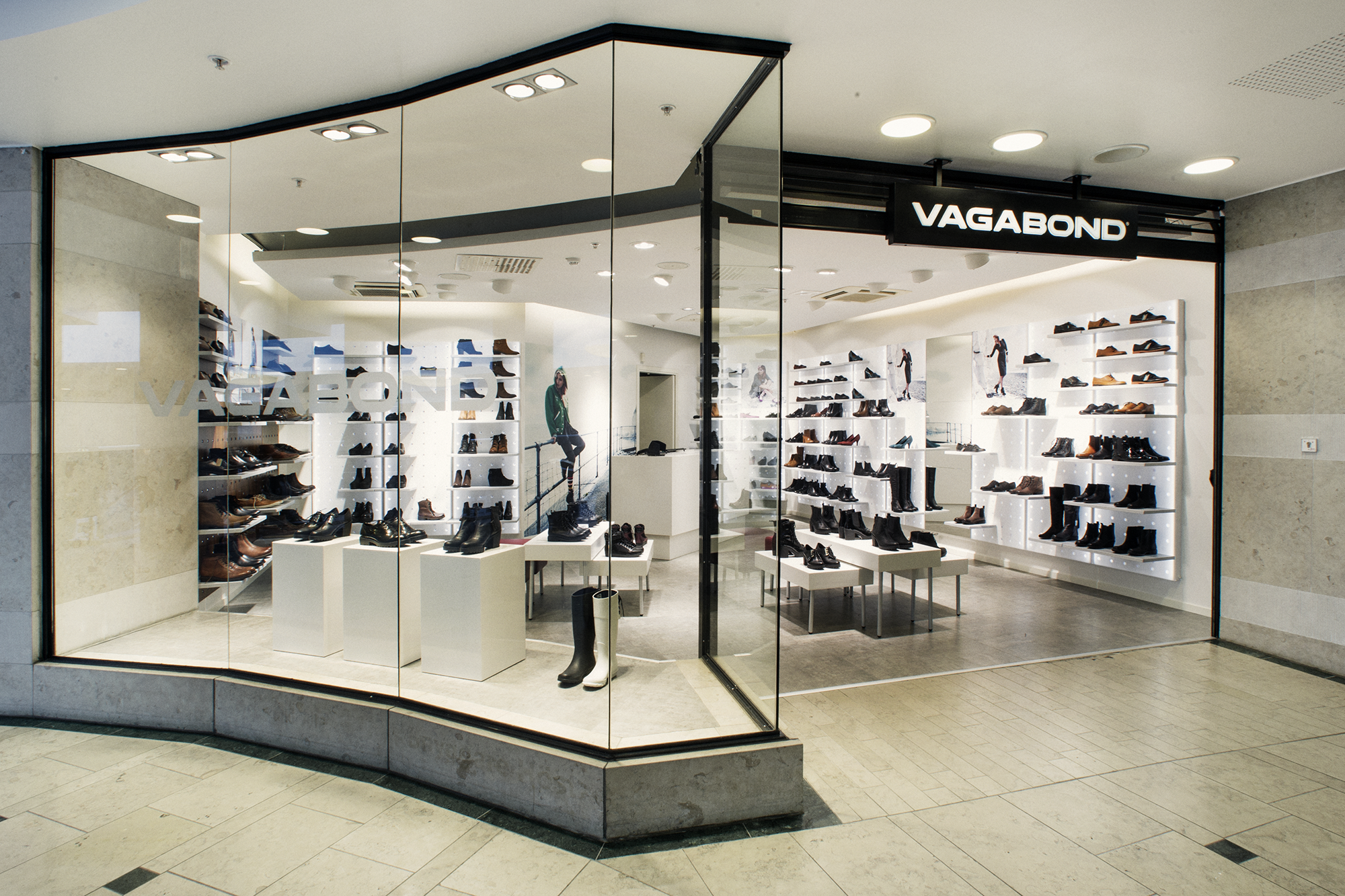
Vagabond Store, Västermalmsgallerian Stockholm